# サザエさんバス事件
サザエさんバス事件（サザエさんバスじけん）は、漫画『サザエさん』の原作者である長谷川町子が自分の漫画キャラクターを許可なく使用されたとして東京都立川市に本社を置く立川バスを著作権侵害で訴えた事件である。

## 概要
立川バスでは1951年（昭和26年）に同社が観光バス部門を設けた直後の同年5月1日から、保有する観光バス27台の車体に『サザエさん』の登場人物であるサザエ・カツオ・ワカメの頭部画を描き、「サザエさん観光」として運行していたが、これは作者の長谷川からの使用許諾を得ていなかった。
1970年（昭和45年）に長谷川が立川バスに対し、登場人物の絵の使用差し止め請求を行った。
その後、1971年（昭和46年）に長谷川は立川バスを相手取り、当該バスの運行期間1台あたり月3万円という基準で計算した3,726万円を基準として3,672万円の損害賠償金および年五分（5%）の利息、ならびに訴訟費用全額の支払いを求める民事訴訟を東京地方裁判所に提訴した。1975年（昭和50年）5月26日、同地裁は、バスに描かれた各キャラクターは著作権法上保護されると認め、長谷川が勝訴した。ただし東京地方裁判所は、原告側が求めた1台あたり月3万円という賠償額については根拠がないとして認めなかったが、審議中の証人証言で得られた、商品販売価格の3%というキャラクター使用料基準をバスの運行収入に適用し、賠償金額を1,824万4,099円と算出した。これに加えて、5年前に遡って支払済みとなるまでの期間分の年五分の金利の支払いも立川バスに命じた。なお、訴訟費用については長谷川の要求は認められず、原告被告各2分の1の按分とされた。
この判決では、キャラクター自体の著作物性は言及されなかったが、「登場する人物の容ぼう、姿態、性格等を表現するもの」（キャラクター）であることが認められるとして著作権の侵害を認定した。